# Rugosana edita
Rugosana edita är en insektsart som beskrevs av Delong och Freytag 1964. Rugosana edita ingår i släktet Rugosana och familjen dvärgstritar. Inga underarter finns listade i Catalogue of Life.